# 36 Seasons
36 Seasons – jedenasty album studyjny amerykańskiego rapera Ghostface Killah, członka formacji Wu-Tang Clan, wydany 9 grudnia 2014 nakładem wytwórni Salvation Music oraz Tommy Boy Records. Podobnie jak poprzedni album artysty Twelve Reasons to Die, który ukazał się w 2013 roku, 36 Seasons jest albumem  koncepcyjnym, który opowiada historię Tony'ego Starksa, który wraca po dziewięciu latach wraca do domu w Nowym Jorku by prowadzić normalne życie. Do płyty został zrealizowany również komiks stworzony przez tych samych twórców co w przypadku albumu Twelve Reasons to Die.
Album w całości został wyprodukowany przez grupę The Revelations, z którą raper współpracował już wcześniej między innymi przy ścieżce dźwiękowej do filmu Człowiek o żelaznych pięściach (2012). Przy części utworów swój udział w produkcji mają również Fizzy Womack z grupy M.O.P., Abdul-Rahmaan oraz DJ the 45 King. Na płycie gościnnie pojawią Kool G Rap, AZ, Shawn Wigs z grupy Theodore Unit, Pharoahe Monch z Organized Konfusion, a każdy z raperów odgrywa inną postać.
Wydawnictwo zadebiutowało na 94. miejscu notowania Billboard 200 oraz 10. miejscu listy Top R&B/Hip-Hop Albums

## Lista utworów
| Nr  | Tytuł utworu                                                         | Producent                      | Długość |
| --- | -------------------------------------------------------------------- | ------------------------------ | ------- |
| 1.  | „The Battlefield” (gościnnie Kool G Rap, AZ, Tre Williams)           | The Revelations, Fizzy Womack  | 3:46    |
| 2.  | „Love Don’t Live Here No More” (gościnnie Kandace Springs)           | The Revelations, Abdul-Rahmaan | 3:48    |
| 3.  | „Here I Go Again” (gościnnie AZ, Rell)                               | The Revelations, Fizzy Womack  | 3:28    |
| 4.  | „Loyalty” (gościnnie Kool G Rap, Nems)                               | The Revelations                | 1:57    |
| 5.  | „It’s A Thin Line Between Love And Hate” (gościnnie The Revelations) | The Revelations                | 3:59    |
| 6.  | „The Dog’s of War” (gościnnie Shawn Wigs, Kool G Rap)                | The Revelations                | 3:48    |
| 7.  | „Emergency Procedure” (gościnnie Pharoahe Monch)                     | The Revelations                | 2:42    |
| 8.  | „Double Cross” (gościnnie AZ)                                        | The Revelations                | 2:20    |
| 9.  | „Bamboo’s Lament” (gościnnie Kandace Springs)                        | The Revelations, Abdul-Rahmaan | 1:57    |
| 10. | „Pieces of the Puzzle” (gościnnie AZ)                                | The Revelations                | 2:35    |
| 11. | „Homicide” (gościnnie Nems, Shawn Wigs)                              | The Revelations, Abdul-Rahmaan | 3:21    |
| 12. | „Blood in the Streets” (gościnnie AZ)                                | The Revelations, The 45 King   | 2:03    |
| 13. | „Call My Name”                                                       | The Revelations                | 2:11    |
| 14. | „I Love You For All Seasons” (gościnnie The Revelations)             | The Revelations                | 2:20    |
|     |                                                                      |                                | 40:15   |